# Брент Рахим
Брент Рахим (на английски: Brent Rahim; роден на 8 август 1978 г. в Диего Мартин) е бивш тринидадски футболист.

## Кариера
Рахим започва да играе професионално в отбора на Кънектикът Хъскис, САЩ. През 2001 г. е поставен в супер драфта на Мейджър Сокър Лигата и е пред трансфер в ЛА Галакси, но отказва офертата и подписва с тима от родината си Джо Пъблик. През 2001 г. е трансфериран в Левски София. Със синия екип Брент Рахим записва 14 мача и печели титлата на България за сезон 2001 – 02. През лятото на 2002 г. е даден под наем в английския Уест Хем, но не записва нито един двубой. През зимата на 2003 г. е пратен под наем в друг английски клуб – Нортхемптън Таун, където записва 6 мача и бележи 1 гол. Следва трансфер в шотландския Фолкърк. Там изкарва 2 сезона, след което преминава през шведския тим на Силвиа и приключва с футбола в родината си.
Има записани 49 мача и 3 гола за националния отбор на Тринидад и Тобаго.